# Lämmelmossa
Lämmelmossa (Tetraplodon mnioides) är en bladmossart som beskrevs av Bruch och W. P. Schimper in B.S.G. 1844. Lämmelmossa ingår i släktet lämmelmossor, och familjen Splachnaceae. Arten är reproducerande i Sverige. Inga underarter finns listade i Catalogue of Life.

## Bildgalleri

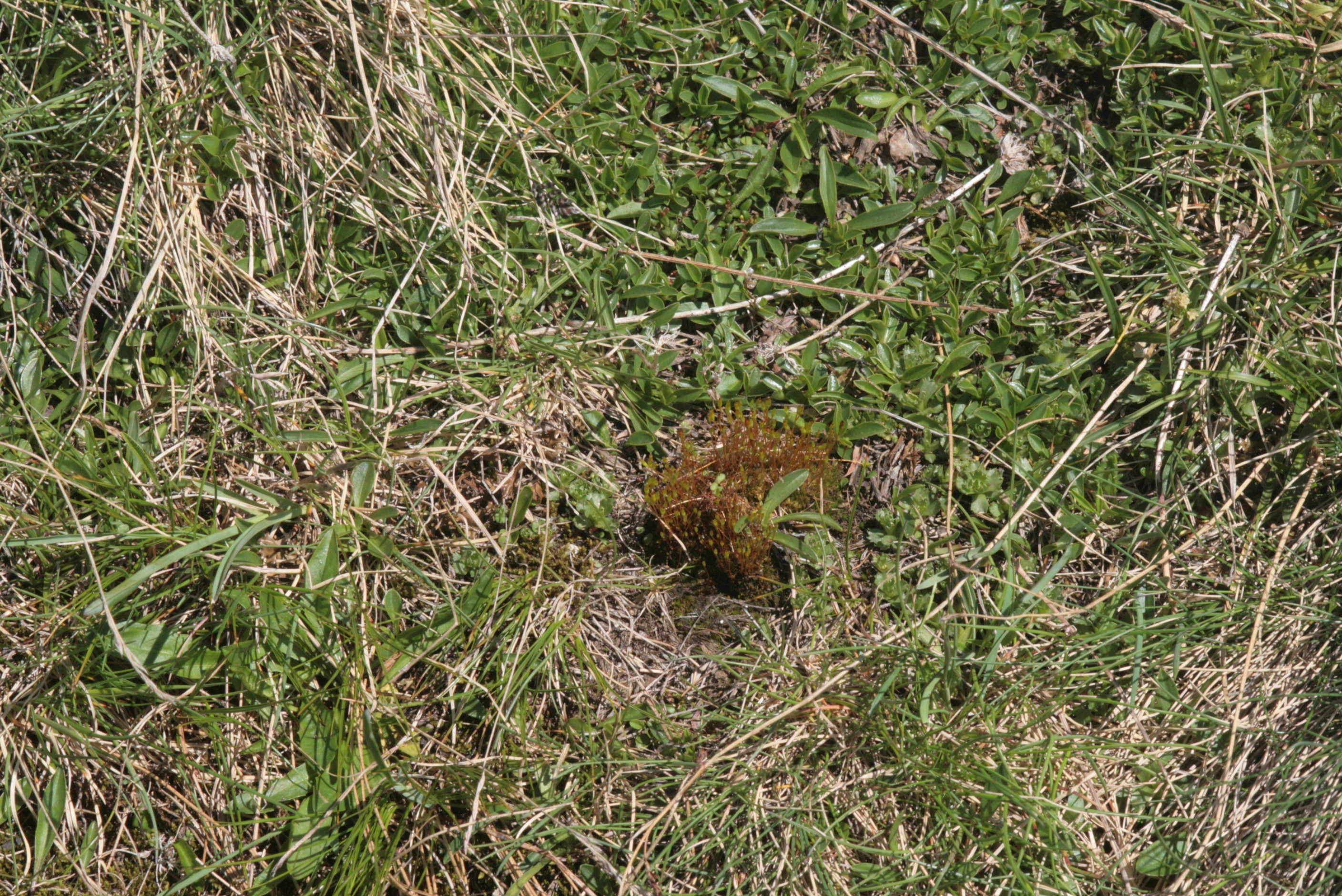
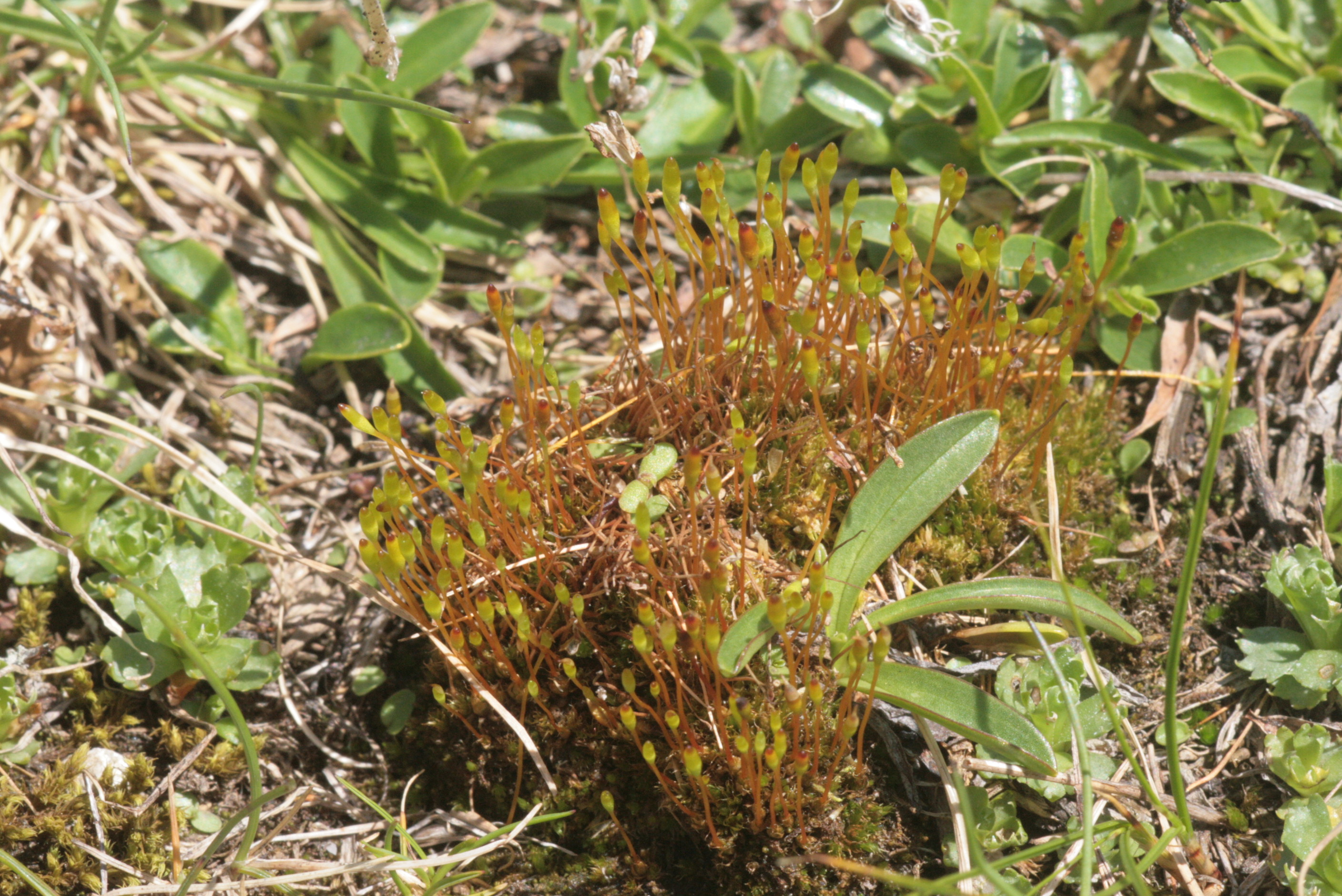
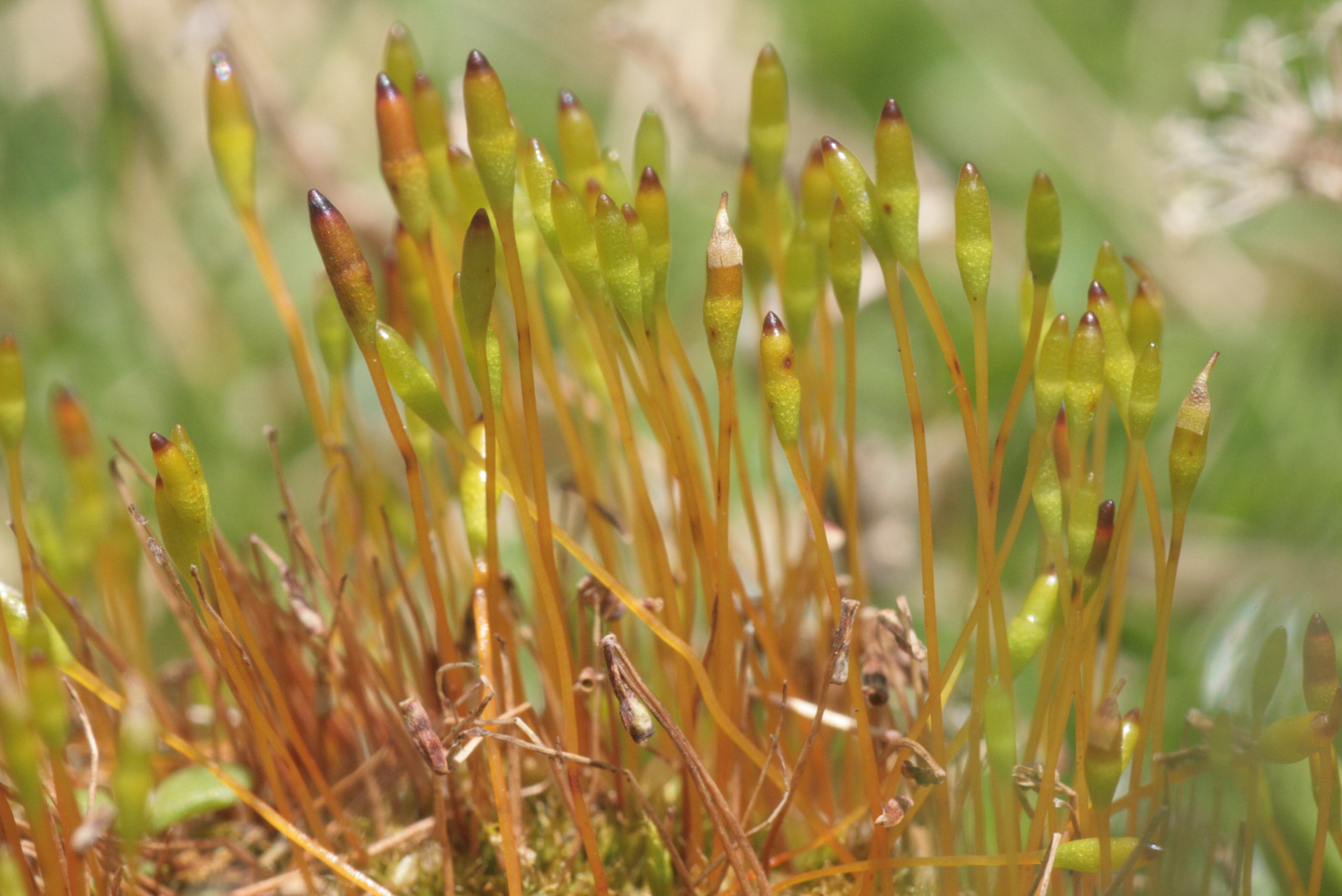
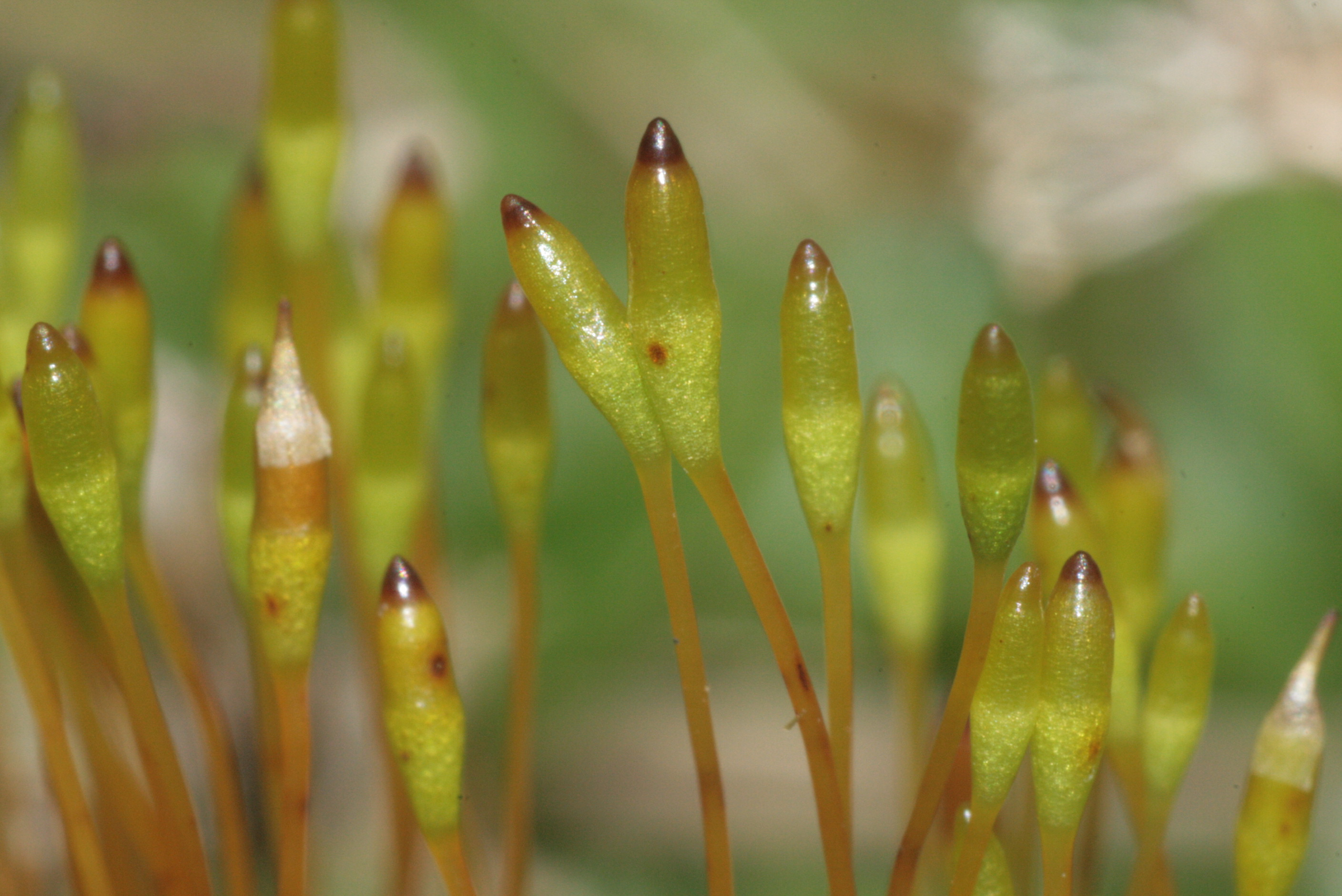
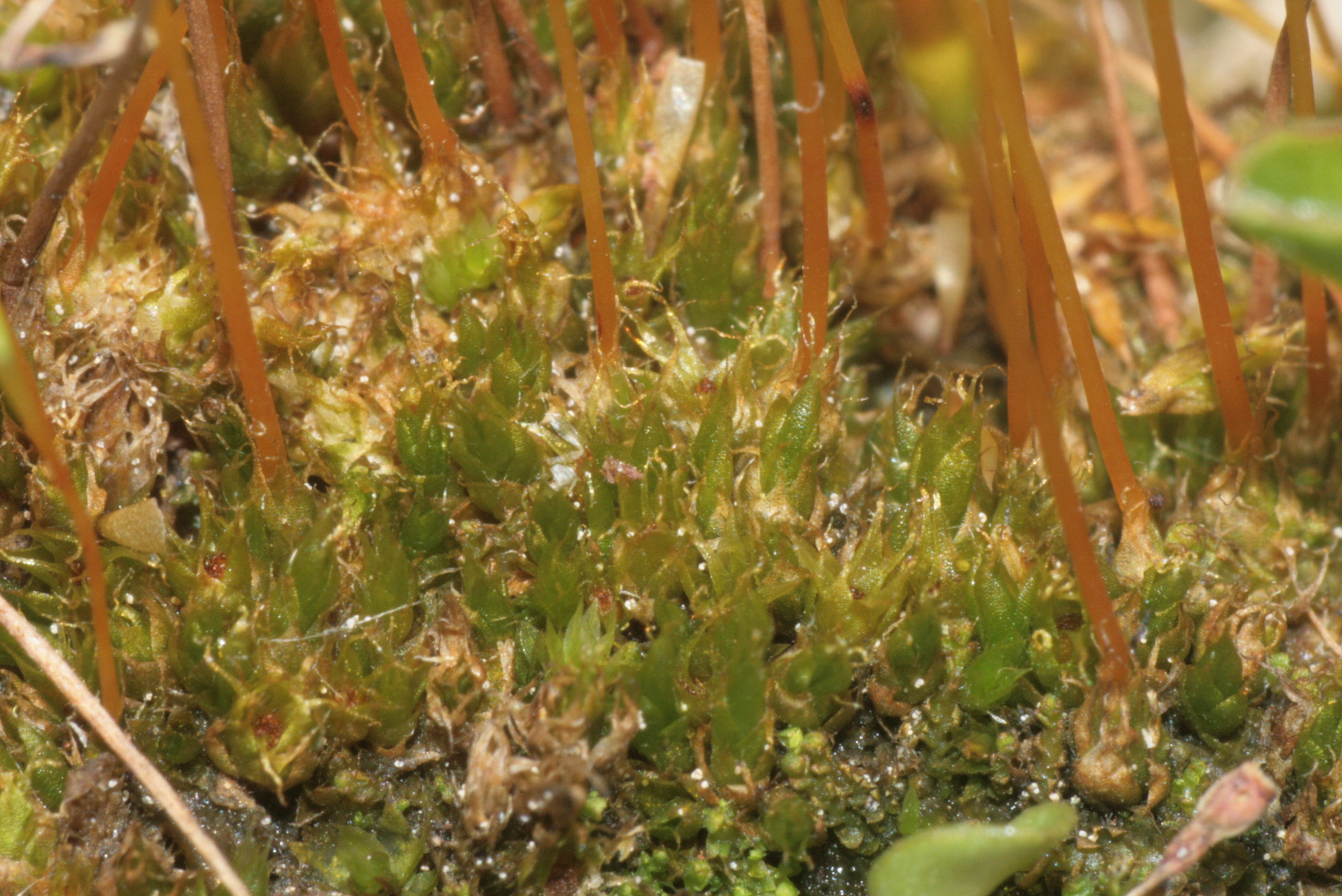
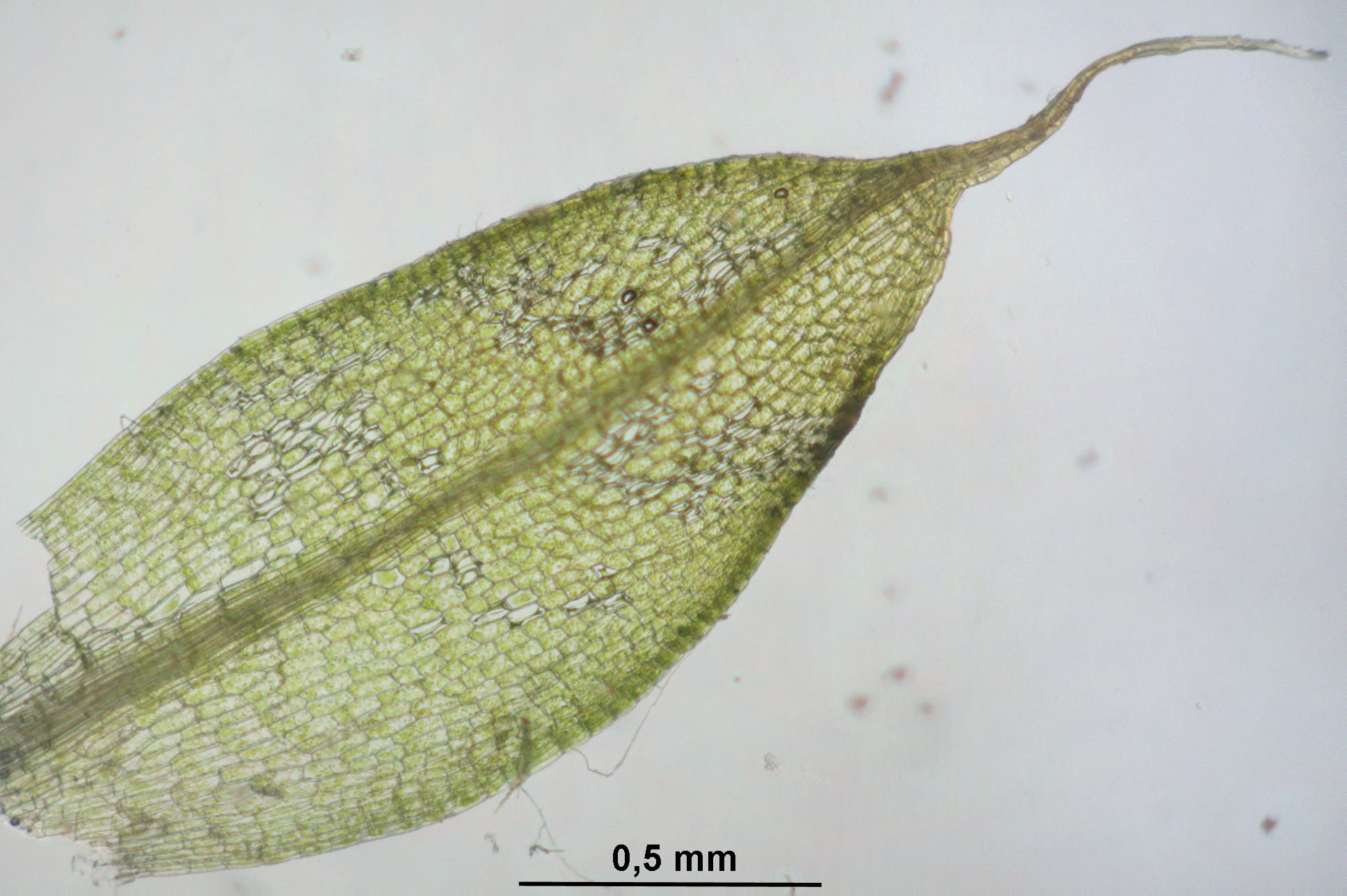